# Пераст
Пераст (черног. Пераст, хорв. Perast, итал. Perasto) — старинный город в Черногории. Расположен на берегу Которского залива Адриатического моря, в нескольких километрах к северо-западу от Котора.

## География
Пераст лежит на мысе, который отделяет Рисанский залив от Которского залива (которые, в свою очередь, являются составными частями Бока-Которского залива), прямо напротив пролива Вериге, самой узкой части Боки.
До Пераста удобно добираться из двух аэропортов: расстояние до аэропорта хорватского города Дубровника всего 60 км, а до аэропорта черногорского города Тивата — 20 км.

## История
Название города, как считается, происходит от имени иллирийского племени пирустов.
В пещере Спила над Перастом были найдены следы неолитической культуры (около 3500 до н. э.). Также здесь обнаружены различные археологические свидетельства иллирийского, римского и раннехристианского периодов. Основан иллирийцами.

### Довенецианский период (до 1420)
Первоначально Пераст был всего лишь небольшим поселком с верфью (впервые упоминается в 1326 году) и некоторым количеством рыбацких и торговых судов среднего размера. Котор, гораздо более значительный и хорошо укрепленный город, с IX века держал под контролем стратегически важный остров Святого Георгия (который в то время был единственным островом напротив Пераста). Верховенство Котора сдерживало рост Пераста.

### Венецианский период (1420—1797)

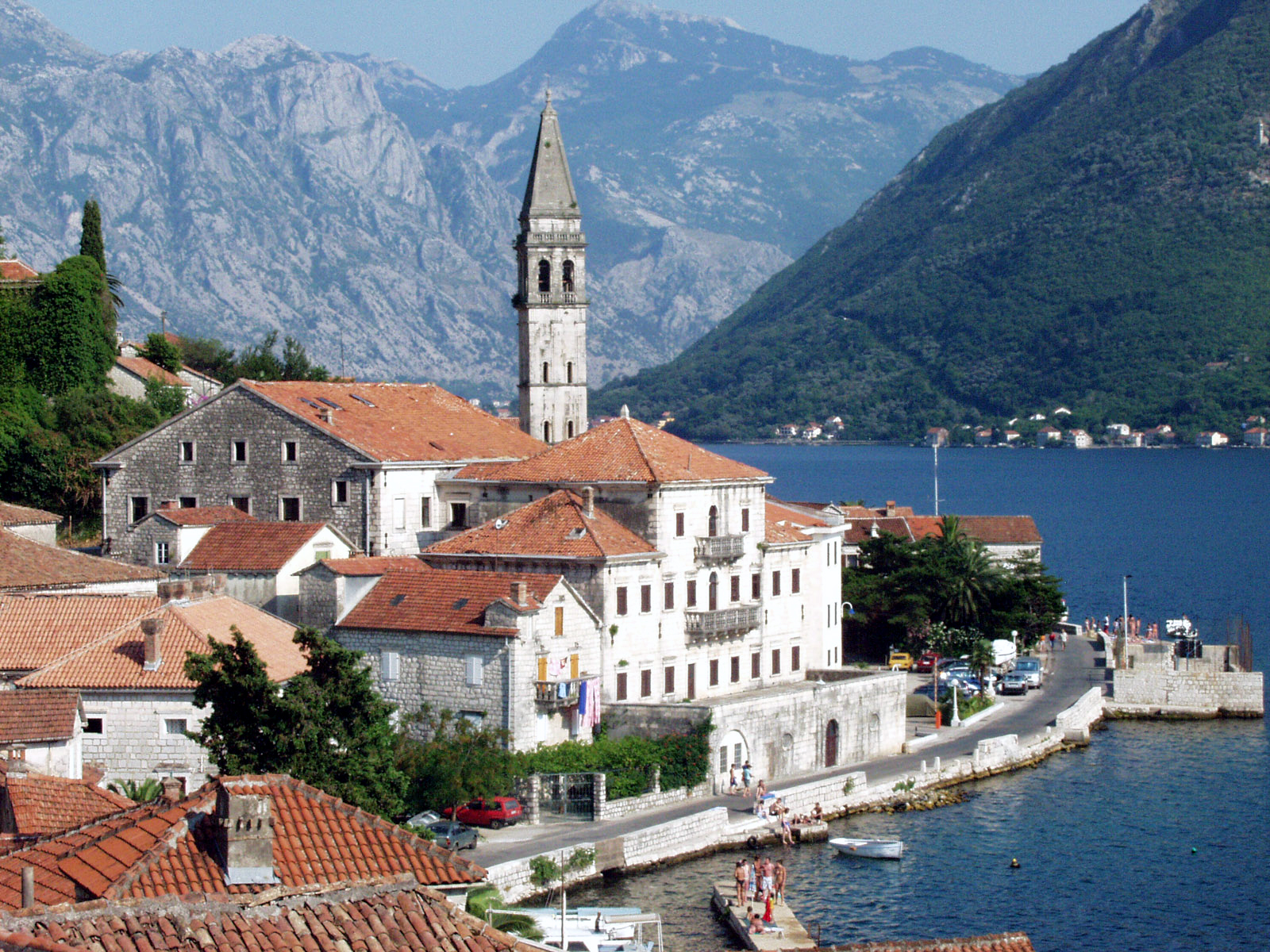
Вид на Пераст

Хотя Пераст — древнее поселение, но его политическое, экономическое и культурное развитие началось лишь когда Пераст вместе с Котором и рядом других населенных пунктов Боки Которской стал частью Венецианской республики. «Яснейшая республика Венеция» владела Перастом с 1420 по 1797 год (наряду с рядом других городов Адриатического побережья Далмации). Перасто, как официально называли город до конца XIX века, был частью венецианской провинции «Албания Венета».
В конце XV века Османская империя укрепилась на берегах Боки, что определило судьбы залива на последующие столетия. После захвата турками побережья Боки от Херцег-Нови до Рисана (1482) Пераст приобрёл важное политическое значение как приграничный населенный пункт (с 1580 года — город, этот статус сохранялся за Перастом до 1950 года). У города не было защитных крепостных стен (в силу географических особенностей), но вместо этого в XV—XVI веках были построены десять оборонительных башен и крепость Святого Креста.
В соответствии со своей новой ролью город обрёл важные политические и экономические привилегии, которые горожане скоро смогли использовать для собственного обогащения. Им было позволено беспошлинно продавать товары на венецианском рынке, что их весьма обогатило. Как пример богатства перастанцев, можно привести следующий факт: в конце XVII века они собрали 50 000 золотых венецианских дукатов для уплаты знаменитому архитектору за постройку самой высокой колокольни на восточно-адриатическом побережье.
Венеция поощряла развитие местного флота как в торговых, так и в военных целях — для борьбы против турецких пиратов. Жители Пераста прославились и как опытные моряки и торговцы, и как храбрые воины. Приобретя такую репутацию, они вскоре были пожалованы правом охранять венецианский «гонфалон» (знамя) Святого Марка во время войны. Пераст обладал этой привилегией до падения республики.
В июне 1624 года Пераст был разграблен тунисскими пиратами во главе с Мурадом бен Абдаллахом. 
15 мая 1654 года пять тысяч турецких солдат из Герцеговины под командованием Мехмед-паши Ризванагича и Бега Аксагича напали на Пераст. Эта осада, в стихах воспетая одним из виднейших горожан Пераста Андрией Змаевичем, считается одной из самых опасных в истории города. Штурм был сорван после того, как сорок семь воинов-перастанцев захватили Мехмед-пашу в плен (впоследствии он был обезглавлен горожанином Лукой Мазаровичем).
Несмотря на непрерывные войны (конфликт между Венецией и Османской империей не затихал почти никогда и на побережье Боки был особенно жестоким), город продолжал развиваться в сфере культуры и архитектуры. Строительство роскошных дворцов и церквей, приобретение предметов искусства и литературная деятельность местных обитателей свидетельствуют о значении города, намного превышающем его размер и число жителей.
В конце XVII века черногорец Марко Мартинович открыл в городе мореплавательную школу, куда вскоре отправил учиться русских дворян Пётр I. Прибывший в 1698 году в Пераст москвич П. А. Толстой записал в дневнике:

Того ж числа в 6-м часу дня приплыли мы к местечку, которое называется Пераста, то местечко Венецкой державы; живут в том местечке герваты: капитаны морские, и астрономы, и маринары; домы имеют строения каменнаго и садов имеют много. От того местечка Перасты в 15 верстах и ближе городы и деревни турецкие. И всегда у катарцов и у перастян с турками бывают бои и часто бывает перемирье, когда, помирясь, имеют между собою и торги. То местечко Пераста сидит между высоких гор при самом канале моря. 
Пераст достиг расцвета в XVIII веке, когда в нём насчитывалось как минимум четыре корабельных верфи, а его флот достигал сотни кораблей. На тот момент в городе проживали 1643 постоянных обитателя. Девятнадцать дворцов в стиле барокко, семнадцать католических и две православных церкви были построены в городе в основном в этот период.

### Послевенецианский период (с 1797)

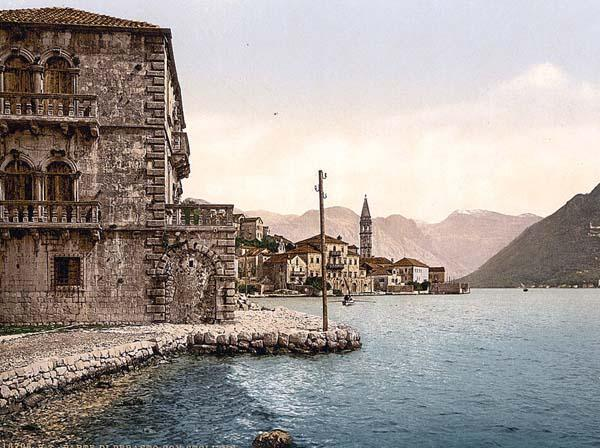
Пераст в 1900 году (австрийская почтовая открытка)

12 мая 1797 года тысячелетняя история «яснейшей республики Венеции» завершилась, но несколько провинциальных городов ещё несколько месяцев продолжали оставаться лояльными ей, а Пераст сдался последним. 22 августа 1797 года граф Йосип Вискович, капитан Пераста, спустил венецианский флаг со львом Св. Марка, обратился к горожанам с прощальными словами и захоронил «Знамя Венеции» под алтарём главного собора Пераста.
Начиная с этого момента, Пераст вступил в период упадка. Население города постепенно снижалось (до 430 жителей в 1910 году). Число кораблей значительно уменьшилось после изобретения парового двигателя.
По Кампо-Формийскому договору в 1797 году город перешёл от Венеции к монархии австрийских Габсбургов, но в 1805 году, по Пресбургскому договору, он был передан Итальянскому королевству как вассалу Французской империи Наполеона. В 1810 году Пераст был присоединен к Иллирийским провинциям Французской империи. Французы контролировали город до 1813 года.
По решению Венского конгресса Пераст вместе с другими населёнными пунктами Боки Которской перешёл к Австрии. В составе Австро-Венгрии Пераст был частью Далматинского королевства и оставался под австрийским господством с 1814 до 1918 года.
С 1918 года, после поражения Австро-Венгрии в Первой мировой войне, город вошёл в состав Королевства Сербов, Хорватов и Словенцев (с 1929 года — Королевство Югославия). До 1922 года Бока Которска представляла собой самостоятельный округ со столицей в Которе, а в 1922 году стала частью Зетской области (с 1929 года — Зетской бановины).
После капитуляции королевской Югославии во время Второй мировой войны в 1941 году город был оккупирован итальянскими войсками. Муссолини аннексировал территории вокруг Котора (в том числе и Пераст) и включил их в состав фашистской Италии. Все эти земли были часть итальянской «Губернии Далмации» («Governatorato di Dalmazia») и назывались «Провинцией Каттаро» («Provincia di Cattaro»). Пераст был освобождён в 1944 году.
По окончании войны Пераст, как часть Черногории, вошёл в состав возрождённой Югославии, теперь уже коммунистической. Во время гражданской войны в Югославии в 90-е годы XX века в Перасте военные действия не велись. В настоящее время город является частью современной Черногории.

## Население
Согласно переписи населения 2003 года, в городе проживают 349 жителей: 146 черногорцев, 101 серб, 29 хорватов, 10 югославов, 3 боснийца, 1 один македонец и другие (среди прочих жителей есть и русские).

## Климат
Средняя годовая температура в Перасте — 18,3 °C, число солнечных дней в году — 240 (или около 2500 солнечных часов в год).

## Достопримечательности

### Городской музей
Музей был основан в 1937 году, а с 1957 года находится во дворце Буйовичей. Экспозиция музея — в основном пожертвования наследников знатных семей Пераста. Здесь можно увидеть портреты знаменитых мореходов Пераста и коллекцию оружия.
В музее можно по экспонатам проследить культурный и экономический подъём города в период правления Венецианской Республики (1420—1797) и последовавший за ним упадок XIX века, когда Пераст управлялся французскими и австрийским властями.

### Острова
Поблизости от Пераста есть два небольших острова.
Остров Святого Георгия
Один из островов называется островом Св. Георгия, на нём возвышается живописное бенедиктинское аббатство, которое впервые упоминается в 1166 году как собственность города Котора. Изучение немногих сохранившихся фрагментов первоначального архитектурного убранства позволило сделать вывод, что аббатство существовало как минимум уже в IX веке. Остров оставался которским владением до 1634 года, когда патронат над ним перешёл к венецианскому сенату.
Остров постоянно находился под угрозой вторжений и землетрясений. В 1535 году горожане Пераста убили аббата Паскаля, избранного городским советом Котора (в знак покаяния перастанцы перестроили и расширили церковь на соседнем острове). В 1571 году турецкий пират Карадоз сжёг и аббатство, и весь Пераст (восстановление началось только в 1603 году). Во время Великого землетрясения 6 апреля 1667 года аббатство на острове Св. Георгия было снова разрушено.
В 1812 году аббатство было захвачено французами, которые позже были изгнаны горожанами Пераста. В 1814 году аббатство было захвачено австрийцами.
В аббатстве находятся работы XV века Ловро Маринова Добричевича, известного художника из Котора.
Остров Госпа од Шкрпела
Другой остров называется «Госпа од Шкрпела» (итал. Madonna dello Scarpello, что означает «Мадонна на Рифе» или «Божья Матерь на Скале» (от латинского «scropulus» — «риф»). Госпа од Шкрпела является, возможно, единственным рукотворным островом Адриатики и находится в 115 метрах на северо-запад от острова Св. Георгия. Он был построен поверх рифа после того как в 1452 году два моряка из Пераста, братья Мортешичи, нашли на нём икону Божьей Матери, которая излечила одного из них от болезни. После этого икона сразу стала почитаемой.
Первоначально риф был лишь немного выше поверхности воды, но горожане в течение 200 лет затапливали рядом с ним захваченные пиратские и свои старые корабли (кроме того, был принят закон, согласно которому каждый проходящий мимо рифа корабль должен был здесь бросить на дно камень). Так было создано плато, площадь которого составляет 3030 м².
На острове была построена церковь Божьей Матери (современный вид она приняла после реконструкции, предпринятой после Великого землетрясения 6 апреля 1667 года). Церковь построена в византийском стиле и достигает 11 метров в высоту. Считается, что жители Пераста построили церковь не только потому, что желали видеть Деву Марию покровительницей своих моряков, но также чтобы закрепить за собой власть над рукотворным островом в противовес власти Котора над островом Св. Георгия.
В конце XVII века Пераст достиг вершины экономического и культурного развития, что помогло украсить церковь Божьей Матери на Скале многими произведениями искусства. Так, Андрия Змаевич пригласил для её украшения Трипо Коколя, который потратил около 10 лет, чтобы завершить роспись церкви. На протяжении столетий церковь получала дары от богатых горожан и капитанов кораблей и сейчас является не только храмом, но также сокровищницей и картинной галереей. Здесь находятся 68 картин, написанных маслом. На стенах церкви можно увидеть 2500 золотых и серебряных «обетных» пластинок, которые жители Боки Которской жертвовали церкви «во исполнение данного обета» за избавление от различных бедствий.

## Традиции

### Знатные семьи
Исторически сложилось, что большинство коренных жителей Пераста относят себя к двенадцати знатным родам города. В средние века и позже эти благородные дома, или «казады» («casadas»), как их ещё называют, представляли собой что-то вроде патрицианских братств, которые назывались по именам их основателей. Эти кланы были составной частью перастской общины, а их главы обычно избирались членами городского совета.
Казады:
- Студени (Studeni)
- Дентали (Dentali)
- Вукасович (Vukasović)
- Брайкович (Brajković)
- Шестокрылович (Šestokrilović)
- Братица (Bratica)
- Стоишич (Stoišić)
- Смилоевич (Smilojević)
- Силопи (Silopi)
- Чизмай (Čizmaj)
- Пероевич (Perojević)
- Миокович (Mioković)

Каждый род имел собственный герб и знамя, за которым был закреплён знаменосец из членов рода. Такой знаменосец носил свой флаг во время торжественных процессий вслед за «гонфалоном» с венецианским львом Св. Марка.

### Знаменитые горожане
Андрия Змаевич (16.06.1624 — 07.09.1694) — деятель католической церкви, писатель. 23.02.1671 папа Климент X назначил его архиепископом Бара и католическим примасом Сербии. Автор книги «Церковные хроники». Агитировал за использование славянского языка (некоторые части его «Хроник» были написаны по-славянски кириллицей и лишь затем переведены на латынь).
Крсто Змаевич (03.05.1640 — 1698) — мореплаватель, торговец и воин; младший брат Андрии Змаевича. В 1671 году был избран капитаном (мэром) Пераста. Командовал сожжением пиратских кораблей в Албании, за что был награждён золотой цепью от венецианского Сената. В 1679 году был избран капитаном Пераста повторно и руководил подготовкой к обороне города от турок и пиратов.
Вицко Буйович (1660 — 06.05.1709) — воин и политический деятель, с 1694 по 1708 год неоднократно избирался капитаном (мэром) Пераста. Во время Морейской войны (1685—1699) командовал военными кораблями Пераста в ранге командующего флотилией. 28.03.1704 получил герцогский титул. Убит в Дубровнике из-за кровной вражды со Змаевичами.
Трипо Коколя (28.02.1661 — 18.10.1713) — живописец, один из самых талантливых мастеров стиля барокко Восточного Средиземноморья XVII века. Самые известные его работы находятся в церкви Божьей Матери на Скале в Перасте и церкви Святого Доминика на острове Брач.
Марко Мартинович (15.07.1663 — 1716) — мореплаватель и кораблестроитель, основатель морской навигаторской школы Боки Которской (1697). По рекомендации венецианского сената и просьбе Петра I обучал русских дворян морскому делу (1698).
Вицко Змаевич (23.12.1670 — 11.09.1745) — деятель католической церкви, писатель, сын Крсто Змаевича. 18.04.1701 папа Климент XI назначил его архиепископом Бара и католическим примасом Сербии. Папский нунций в Албании, Македонии и Сербии. 22.05.1713 был назначен архиепископом Задара. Известна его книга «Specchio della verità» («Зеркало правды») в 12 главах.
Иван Крушала (ок. 1675 — 28.12.1735) — аббат, писатель, дипломат и путешественник. С 1717 по 1730 год служил переводчиком в Государственной Посольской канцелярии и историографом в Коллегии иностранных дел в Санкт-Петербурге. В 1725—1728 годах — участник русского посольства в Китай.
Матия Змаевич (1680 — 25.08.1735) — флотоводец, сын Крсто Змаевича и младший брат Вицко Змаевича. С 1712 года — командующий галерным флотом Петра I. Отличился во время Северной войны, за что был произведён в вице-адмиралы. В 1725 году был награждён недавно учреждённым орденом Св. Александра Невского, а в 1727 году произведён в полные адмиралы российского флота.

### Празднества
Фашинада (черног. fašinada) — традиционное празднество, ежегодно проходящее в Перасте 22 июля. Жители города вспоминают 1452 год, когда на рифе рядом с островом Св. Георгия была найдена икона Девы Марии. С этого года ведет отсчёт рукотворный остров «Госпа од Шкрпела». Каждый год в этот день горожане нагружают свои лодки камнями и сбрасывают их в море вокруг острова. Традиция имеет не только символическое, но и практическое значение — это помогает остановить размывание рукотворного острова морем.
В этот же день проводится регата на Кубок Фашинады. В память о славной истории мореходства в Перасте в регате принимают участие около сотни парусных лодок в «старшей» и «младшей» категории со всей Боки Которской. Финишем служит воображаемая линия между островом Св. Георгия и островом Госпа од Шкрпела. «Кубок», торжественно вручаемый победителю во время церемонии награждения на острове Госпа од Шкрпела, на самом деле представляет собой статуэтку. Также имя победителя пишут на табличке, закреплённой на маяке острова.
15 Мая — трёхдневное празднование в память об исторической победе над турками 15 мая 1654 года. Проводятся традиционные соревнования по стрельбе в цель из ружья под названием «Стрельба в петуха». Лучший стрелок награждается полотенцем, на котором вышиты дата битвы и дата соревнований. Также город угощает чемпиона бочкой вина, которую распивают вместе победитель и горожане.

## Архитектурный облик
Город обрёл современный план застройки и архитектурный облик в годы процветания (XVII—XVIII века). Несмотря на ущерб, понесённый за последовавший длительный период экономического упадка, строительство дорог вдоль побережья и различные перестройки старинных башен и дворцов, Пераст на сегодняшний день представляет один из самых красивых примеров архитектуры «барокко» на берегах Адриатики.
На облик города повлияли два главных фактора: историческая необходимость мощной обороны (так как город длительное время находился на границе с Османской империей) и величественный облик гористых склонов холма Св. Ильи. К 1570 году были построены крепость Святого Креста и цепь из десяти дозорных башен, называемых «кардаки» («cardaci»). Вместе они образовывали хорошо организованную систему защиты от турецких нападений. И сейчас характерный облик этих башен в немалой степени определяет внешний вид Пераста.
Более трёхсот зданий, среди которых есть настоящие дворцы, были построены на берегу и склонах холма на доходы от морской торговли и таможенных привилегий. Также немалый доход принесли военные походы против пиратов — богатство, обретённое в битвах, помогало украшать город.

### Дворцы
Большинство дворцов Пераста построены в XVII—XVIII веках в стиле «барокко».

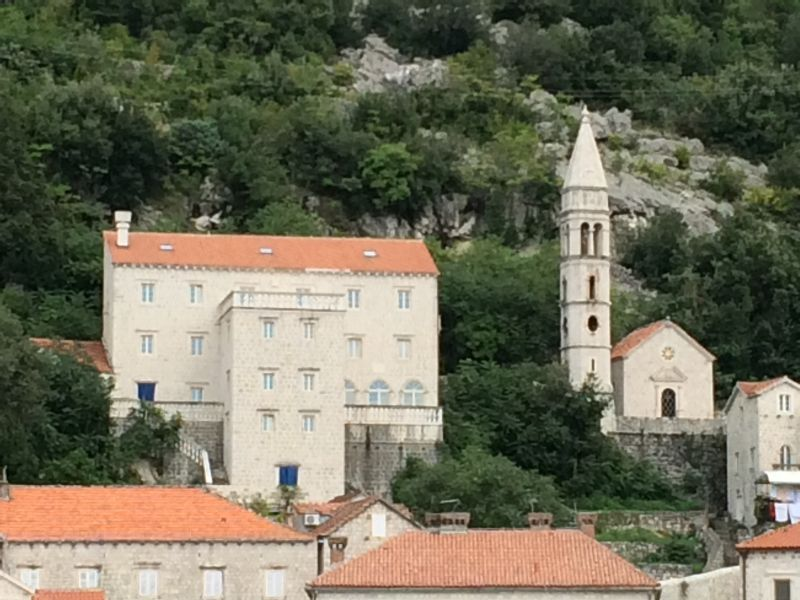
Дворец Змаевичей ("епископский") и фамильная церковь Божьей Матери с Чётками

Дворец Змаевичей (из казады Пероевич) — этот дворец обычно называют «епископским», так как он служил резиденцией для двух архиепископов, Андрии и Вицко Змаевичей. К дворцу примыкает церковь Божьей Матери с Чётками с характерной восьмиугольной колокольней. На гербе семьи Змаевичей изображен крылатый змей — этот символ неоднократно встречается в отделке дворца и примыкающей церкви. Строительство было завершено при Андрии Змаевиче, о чём напоминает дата «1664» на фасаде. Дворец был построен на скале из местного камня и представляет собой прекрасное сочетание архитектуры и природы. Первоначально здесь хранилась библиотека Змаевичей, одна из самых больших в Далмации.

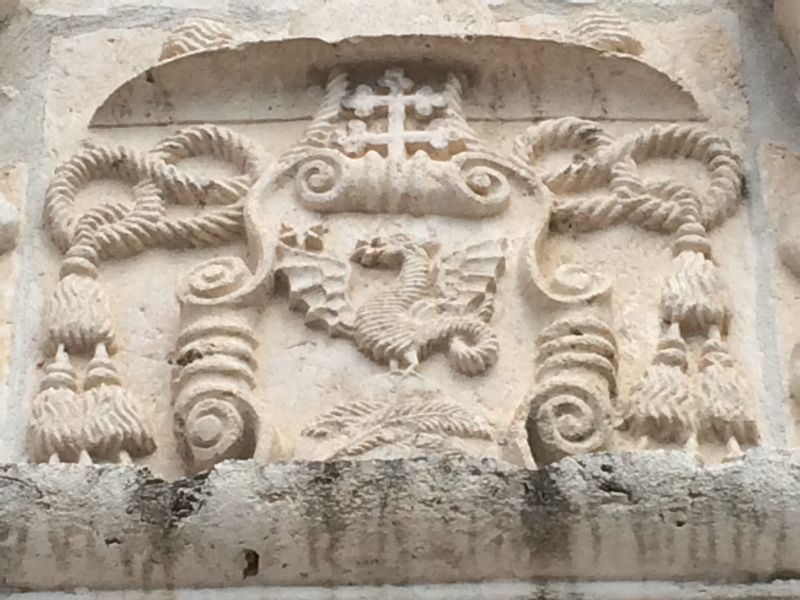
Герб Змаевичей, увенчанный епископской шляпой (барельеф над входом в фамильную церковь)

Дворец Буйовичей (из казады Стоишич) — этот дворец считается самым красивым в Перасте. Считается, что он был построен из камня, взятого из разрушенных стен Херцег-Нови после изгнания из этого города турок в 1687 году. Дворец был спроектирован венецианским архитектором Джованни Батиста Фонтана. На трёх резных каменных досках на фасаде говорится, что дворец заложен в 1694 году и что строительство было оплачено благодарной Венецианской республикой в честь героизма Вицко Буйовича. Главный вход во дворец украшен родовым гербом Буйовичей.
Дворец Смекья (из казады Чизмай) — этот дворец является самым большим дворцом в Перасте. Он состоит из двух частей: старой (1764) и новой (строительство которой было завершено только к 1930 году). Род Смекья известен со второй половины XVI века, однако разбогател лишь после того, как Пётр Смекья в 1756 году проложил морской маршрут от Венеции до Балтийского моря на своем корабле «Леон Коронато». В 1748 году он стал графом, а в 1779 году — патрицием Котора.
Дворец Висковичей (из казады Дентали) — этот дворец считается одним из самых древних дворцов Пераста. Он состоит из четырёх частей: башни, старого дворца, сада с лоджией и нового дворца. Старейшая часть дворца — башня, построенная около 1500 года. Она была частью оборонительной системы города, что видно из надписи над входной дверью: «Parvum propugnaculum pro praesidio Perasti». На вершине башни стояла пушка. Постепенно к башне добавились три остальных части дворца. На портале изображен пышный герб с зубастой рыбой в верхней части (символ Дентали) и львом в нижней части (собственный герб Висковичей). Главный вход во дворец также украшен монограммой «FCCV» («Francesco Conte Colonello Viskovic»).
Также дворцы Шестокрыловичей (конец XVII века), Лючичей-Коловичей-Матикола из казады Студени (вторая половина XVIII века), Бронза из казады Силопи (середина XVIII века), Баловичей из казады Дентали (XVIII век), Вукасовичей-Коловичей из казады Шестокрылович (первая половина XVIII века), Брайковичей-Мартиновичей из казады Чизмай (первая половина XVII века), Мазаровичей (середина XVIII века).

### Укрепления
Пераст лежит у подножия холма Св. Ильи, одного из самых красивых мест Боки Которской. На протяжении столетий жители Пераста охраняли стратегически важный пролив Вериге, «врата» Которского залива (интересно, что в старорусском языке слово «вериги» означает «цепи», а пролив Вериге на ночь перегораживался цепью для предотвращения внезапного проникновения неприятельских кораблей). Для этого горожане построили крепость Святого Креста и десять защитных башен в черте города. Укрепления на острове Св. Георгия и фортификационный комплекс вокруг церкви Божьей Матери с Ангелами над проливом Вериге дополняли оборонительную систему города.
Крепость Святого Креста — была построена на господствующей высоте над городом, рядом со старинной церковью, от которой, как считается, она и получила своё название. Церковь датируется IX веком. Её название позднее связывали с хранением венецианского знамени — гонфалона, на котором изображался крест и лев Св. Марка, а также со средневековым сербским флагом, который назывался «krstas-barjak» — «флаг с крестом». Многие знатные семьи Пераста считали Св. Крест своим покровителем. Согласно «Зелёной книге» Пераста («Libro verde»), в 1570 году над городом была возведена новая крепость. После великого разорения Пераста (1624) было решено перестроить крепость Св. Креста (1628), она была реконструирована и расширена. В крепости находился небольшой венецианский гарнизон под командованием кастеллана, которому платила Венеция, но избирал городской совет. Крепость сыграла важную роль в отражении турецкого нападения 15 мая 1654 года.
Во время наполеоновского владычества в Боке Которской крепость была занята французскими войсками до 13 октября 1813 года. После 1814 года, при австрийском правлении, отсюда вывезли все пушки и прочее снаряжение.
Оборонительные башни «кардаки» — учитывая, что Пераст был окружён турецкой территорией, отсутствие оборонительных стен было серьёзным недостатком. Их строительство было постоянной целью горожан, однако она так и не была реализована. Из-за дороговизны строительства ограничились строительством нескольких башен, которые могли служить убежищами при нападении. Эти башни, так называемые «кардаки», были расположены в разных частях города, формируя надёжную оборонительную систему. Старейшей из них была башня Маркович (позднее также называемая башней Мартинович), построенная в начале XVI века на площади Св. Николая. Тогда же была построена башня Вискович. Рядом с ней были построены две башни Мазарович. Последняя башня, десятая, была построена в 1656 году после турецкого нападения 1654 года. Из других «кардаков» сохранилась башня Матошевич, в то время как башни Звечан, Крстичевич, Герцегович, Бурович и Маре Крилове не дошли до наших дней.
Оборонительные башни были очень простой конструкции, почти квадратные в основании, с деревянными перекрытиями. Это были двухэтажные строения, с собственными водяными цистернами на уровне пола, и, как правило, односкатными крышами.

### Церкви

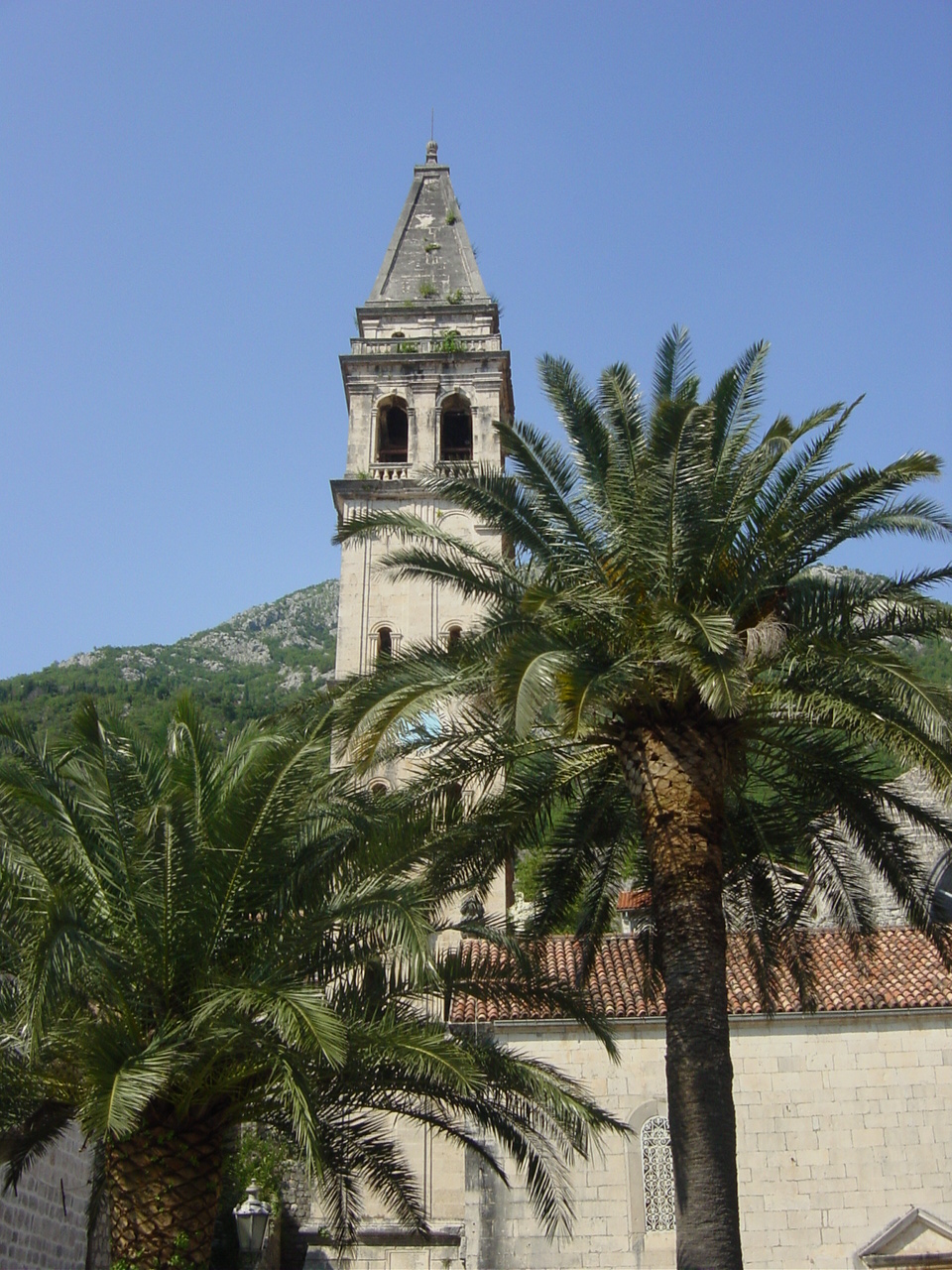
Колокольня церкви Святого Николая

Церковь Св. Николая — главный храм Пераста. Эта однонефная церковь, возвышающаяся на главной площади, была построена в 1616 году на месте более раннего храма 1564 года. Кроме того, в конце XVIII века под руководством венецианского архитектора Джузеппе Беати была начата постройка новой, ещё более величественной церкви, однако она осталась незавершённой. Первый камень в основании нового храма был положен в 1740 году. Строительство продолжалось до 1800 года, когда работы были прерваны Наполеоновскими войнами.
В 1691 году архитектор Иван Скарпа с острова Хвар, прозванный «Крестителем», построил рядом с церковью колокольню смешанного романско-барочно-ренессансного стиля, самую высокую на восточно-адриатическом побережье (55 метров). В 1713 году братьями Вицко и Матией Змаевичами для неё был пожертвован главный колокол, а в 1797 году добавлены два малых. Часы на колокольню были привезены из Венеции и установлены в 1730 году. Надпись на колокольне гласит, что она построена в честь избавления от турецкой угрозы после взятия венецианцами Херцег-Нови и Рисана.
Церковь Св. Николая была расписана Трипо Коколя. Церковный орган впервые упоминается в 1699 году.
Церковь Богоматери Розария — Андрия Змаевич построил эту церковь в 1678 году как место своего будущего упокоения. Стройная восьмиугольная колокольня, пристроенная в 1690 году, по легенде, спроектирована самим архиепископом.
Также церкви Св. Иоанна Крестителя «Братства Ран Христовых» (1595), Св. Анны, Св. Марка (1760), францисканская церковь Св. Антония (1679) и православная церковь Рождества Богородицы (1757).

## Упоминания в литературе
Броневский В. Б., «Записки морского офицера»

«Пераст занимает у берега узкую, бесплодную полосу земли. Перастцы довольно просвещены, богаты от морской торговли и носят по большой части французскую одежду. Город, имеющий 1800 жителей, построен амфитеатром и издали с моря кажется лучше, нежели на самом деле. Над городом на горе, выше поверхности воды на 200 футов, построена иждивением граждан цитадель, служившая единственно для защищения их от набегов черногорцев. Против города, ближе к Ризано, есть два острова: на одном из них Maдона д’Агосто, или Дель скальпелло, находится довольно богатая церковь с чудотворною иконою Божией Матери. 15 августа, в Успеньев день, собирается туда много богомольцев, и в сие время жители отправляют так называемый круговой танец».